# فن الاستماع (كتاب)
فن الاستماع هو كتاب صدر عام 1994 عن علم النفس للمحلل النفسي إريك فروم. يوضح فروم في هذا الكتاب طريقته العلاجية في التعامل مع المعاناة النفسية للناس في المجتمع المعاصر. يتضمن هذا العمل على قدر كبير من الانعكاسات السريرية للمحلل النفسي، كما يدرس  فروم الاتصال بين المُحلِل والمٌحَلل والذي يقدم فيه المُحلل نفسه كإنسان متدرب بشكل خاص على "فن الاستماع". فن العلاج هو فن الاستماع. يُشير فروم في هذا الكتاب إلى أن توجه شخصية الفرد هي نتيجة من التنشئة الاجتماعية في المواقف النفسية المشتركة لمجتمع معين.